# Dúnchad mac Fíachnai
Dúnchad mac Fíachnai (zm. ok. 644 r.) – król Ulaidu (Ulsteru) z dynastii Dál Fiatach od 637 r. do swej śmierci, syn króla Ulaidu Fiachny III mac Demmáin oraz Cumne Dub („Czarnej”), córki Furadrána, syna Bécca z Uí Tuirtre (plemię Airgialla na zachód od jeziora Lough Neagh, ob. hr. Tyrone).
Matka Dúnchada była wcześniej żoną stryja jego ojca, Báetána mac Cairill (zm. 581 r.), z którym miała dzieci. Te dzieci były zostały zabite przez rodzonego brata Dúnchada, Máel Dúina w forcie Mogna (Mogno) 605 r. Tenże zginął w Descert Maigi (prawdopodobnie Disert Moigh, w pobliżu Banbridge) z ręki przyrodniego brata, Maél Coby. Dynastia Dál Fiatach odzyskała tron Ulaidu po bitwie pod Mag Roth (Moira (Moyrath), hrabstwo Down) w 637 r., w której zginął Congal II Cláen mac Scandláin z dynastii Dál nAraidi. Synem Dúnchada był Congal Cendfota (zm. 674 r.), przyszły król Ulaidu.